# Дом-улей

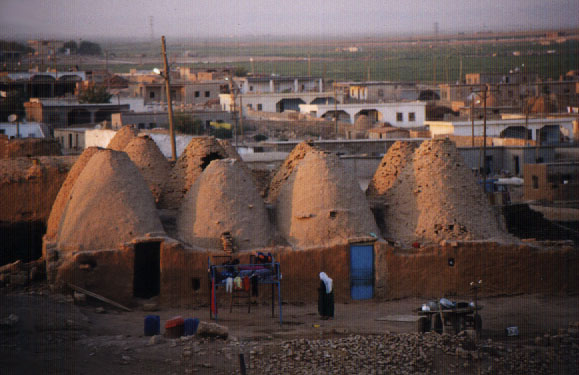
Деревня из домов-ульев в Харране, Турция

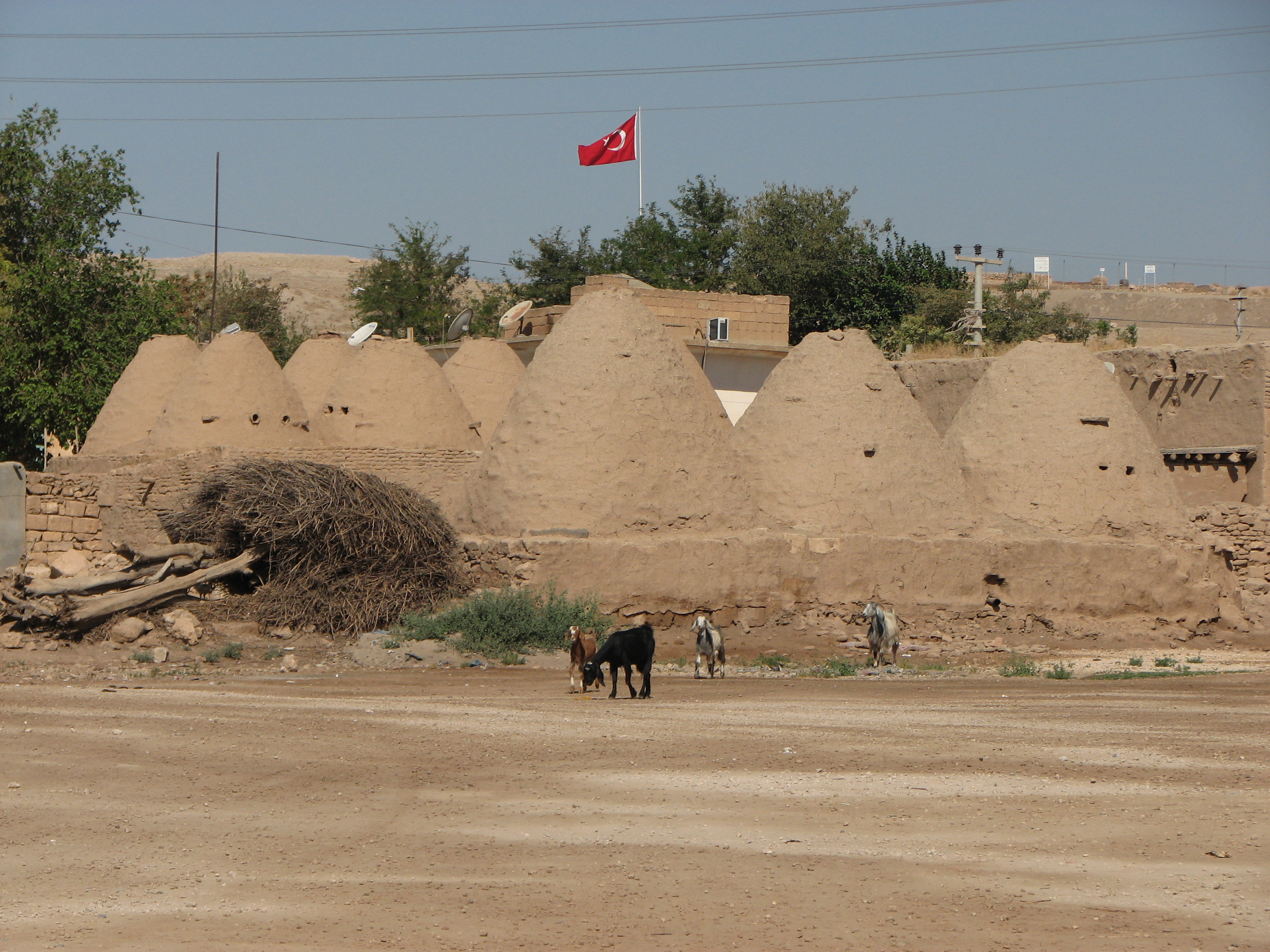
Другой вид домов-ульев в Харране

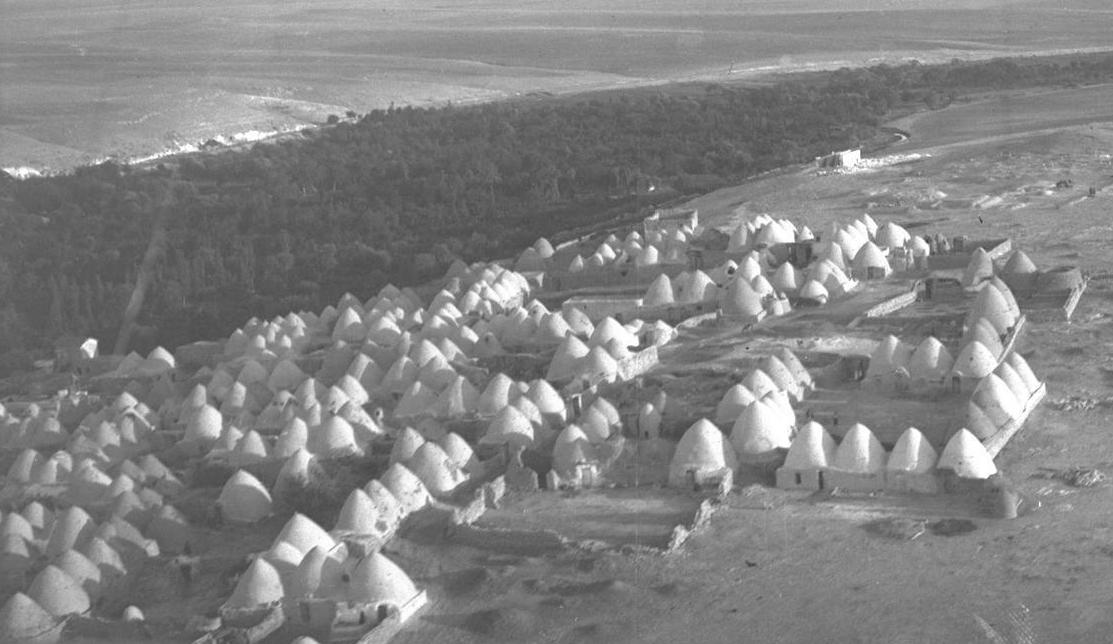
Деревня из домов-ульев возле Алеппо, Сирия, 1927 год

Дом-улей — жилое здание высотой 4—5 м с толстыми, выложенными по кругу каменными стенами без окон, с куполообразной крышей. Название происходит от сходства формы с ульем, которые устраивают некоторые виды диких пчёл или ос. Куполообразные дома-улья возводились в Малой Азии из самодельного самана и камня. Наиболее известны подобные постройки в Харране.
Куполообразная крыша служит для сбора горячего воздуха в жаркую погоду, который выводится из дома через маленькое отверстие наверху. В архитектуре в греческую эпоху строили толосы, которые часто служили культовыми сооружениями; круглые постройки встречаются в Месопотамии, Средиземноморье, Восточной Анатолии и на Кавказе. В Шотландии дома с куполообразными или коническими крышами называются домами-ульями. За пределами городов Суруч и Харран куполообразные дома есть в Тбилиси, Мосуле, Кипре, Альбарелло и Апулии (Италия), в Испании, Шотландии, Перу, Афганистане, Китае и Иране.

## История
Древний народ банту возводил такой тип домов из грязи, веток и коровьего навоза. Ранние европейские поселенцы в южноафриканском регионе Кару строили подобные сооружения, Они были известны как дома с ложным сводом или фризовые дома. Эти побеленные постройки описываются как ряды камней, выложенных по кругу. Нижний ряд укладывался по заранее обозначенному плану. Каждый следующий ряд, укладывающийся сверху, по периметру был меньше, так как камни слегка сдвигали вовнутрь — так выводилась коническая форма.
Дома-ульи являются одними из старейших известных сооружений в Ирландии и Шотландии, построенные ещё в XX в. до н. э.. Эти дома, также встречающиеся и в Уэльсе строились из камня (особенно интересны дома, построенные по методу сухой кладки). Также известны каркасные и глинобитные дома-ульи, например, один из таких был построен на территории современного Эссекса в III в. до н.э. Традиции круглого жилища сохранялись в Британии очень долго, ещё в XIX веке угольщики Йоркшира строили из земли и дёрна временные жилища круглой формы. Также хозпостройки вроде свинарников и бани, подобные доисторическим домам, продолжали строить в Ирландии до XIX века. Некоторые из подобных домов строились и в XIX веке в Апулии — юго-восточной части Италии. В Южной Италии такие дома называются труллы, а их доисторические сардинские версии носили название нураги.
В городе Харран, Турция, сохранились дома, имитирующие архитектуру улья. Сооружения обычно сгруппированы вместе, как колония термитов. Они были построены в виде конусов, без окон, потому что это был единственный проверенный веками способ вывести крышу дома без использования древесины: деревянных опор, стропил и других деревянных элементов. Дома Харрана представляют собой куполообразные дома, построенные в городских стенах методом сухой кладки. Соседние дома строились рядом друг с другом, поскольку соседи часто были родственниками. Комнаты домов соединены между собой изнутри проёмами и проходами. Согласно пониманию ислама, дома делятся на две части: селямлик и гаремлик (от тур. haremlik — убежище, укрытие).
Камни, использованные при строительстве жилищ, были получены из стен старой крепости Харрана. Из-за использования камней в качестве строительного материала были повреждены древние здания города — исторический университет и соборная мечеть. Стены и купола домов-ульев покрыты сверху смесью из соломы и грязи. Каждая куполообразная постройка имеет высоту 9—16 м2, их возраст составляет от 150 до 200 лет. История куполообразных домов в Мосуле, на Кипре и в Тбилиси насчитывает более тысячи лет.
В связи со строительством в Харране современных домов, куполообразные дома были заброшены. Некоторые из них были восстановлены в центре города с несколькими домами культуры и открыты для посетителей. Традиционные предметы, используемые в окрестностях, выставлены внутри и снаружи исторических памятников. Различные украшения, которые местные жители делают из растений, произрастающих в данной местности, покупают туристы.
В 1979 году постройки были объявлены охраняемой территорией, их архитектурные изменения, перестройка и разбор на материалы — запрещены. Один из 960 идентифицированных куполообразных домов был полностью восстановлен, четыре из них выкуплены для восстановления Министерством культуры.
| - Крыша купола дома Харран - Восстановлен и открыт для туризма - Купола стен, украшенные травяными орнаментами - Куполообразные дома Харрана - Куполообразные дома в Харране, Турция - Дома в Харране |